# 遠藤五郎
遠藤 五郎（えんどう ごろう、1880年（明治13年）3月10日 - 1958年（昭和33年）3月16日）は、大日本帝国陸軍軍人。最終階級は陸軍少将。

## 経歴・人物
福島県出身。1902年（明治35年）陸軍士官学校第14期卒業。
1924年（大正13年）12月に広島陸軍幼年学校長、1926年（大正15年）3月に陸軍歩兵大佐、1928年（昭和3年）4月に東京陸軍幼年学校長、1929年（昭和4年）8月に歩兵第34連隊長を経て、1931年（昭和6年）8月に陸軍少将・歩兵第30旅団長に任官し、1934年（昭和9年）3月5日に待命、同月24日に予備役に編入した。